# Zeneggen
Zeneggen (walsertyska: Zeneggu/Zeneckù/Eckedeerfji) är en ort och kommun i distriktet Visp i kantonen Valais, Schweiz. Kommunen har 324 invånare (2023).